# Беверли (Иллинойс)
Беверли — невключённая территория в округе Адамс (штат Иллинойс, США). Находится в 42 км к юго-востоку от города Куинси.